# Pino Lucchesi
Giuseppe Lucchesi, noto anche con lo pseudonimo di Pino (Portoferraio, 5 settembre 1941 – Massarosa, 11 febbraio 2012), è stato un politico italiano.

## Biografia
Primo di tre fratelli, fin da giovane è militante della Democrazia Cristiana, ne diventa deputato nazionale, all'età di 35 anni, alle elezioni politiche del 1976 e viene confermato per un totale di cinque legislature consecutive, restando in carica fino al 1994.
Con la DC è stato anche consigliere comunale a Portoferraio fino al 1990 e poi consigliere provinciale a Livorno dal 1990 al 1995. Dopo lo scioglimento della Democrazia Cristiana aderisce inizialmente al PPI e poi all'UdC. 
Dal 2004 al 2009 è consigliere comunale a Barga per una lista civica.
Negli ultimi anni è stato presidente del Ce.n.i.s., centro nazionale di iniziative sociali. Muore a 70 anni nel febbraio 2012.